# Harrison Bryant
Harrison Bryant (Macon, Georgia, 23 de abril de 1998) es un jugador profesional estadounidense de fútbol americano que se desempeña en la posición de tight end en Cleveland Browns, equipo de la National Football League (NFL).

## Carrera
Fue seleccionado en la cuarta ronda en la Reunión Anual de Selección de Jugadores de la NFL de 2020. Hizo su debut profesional con el equipo Cleveland Browns, donde lleva jugando cuatro temporadas.